# Giro de Lombardía 1922
El Giro de Lombardía 1922 fue la 18.ª edición del Giro de Lombardía. Esta carrera ciclista organizada por La Gazzetta dello Sport se disputó el 5 de noviembre de 1922 con salida y llegada a Milán después de un recorrido de 246 km.
El ganador por tercera ocasión fue el italiano Costante Girardengo (Bianchi-Salga) que se impuso al esprint a sus compatriotas Giuseppe Azzini (Maino-Bergougnan) y Bartolomeo Aimo (Legnano-Pirelli). Girardengo se convierte en el primer corredor en la historia de la prueba que repite victoria.

## Clasificación general
| Posición | Ciclista            | Equipo           | Tiempo     |
| -------- | ------------------- | ---------------- | ---------- |
| 1        | Costante Girardengo | Bianchi-Salga    | 9h 01' 00" |
| 2        | Giuseppe Azzini     | Maino-Bergougnan | m. t.      |
| 3        | Bartolomeo Aimo     | Legnano-Pirelli  | m. t.      |
| 4        | Federico Gay        | Bianchi-Salga    | + 4' 23"   |
| 5        | Giovanni Brunero    | Legnano-Pirelli  | m. t.      |
| 6        | Angelo Gremo        | Bianchi-Salga    | m. t.      |
| 7        | Alfredo Cominetti   | Orio-Onesti      | + 6' 05"   |
| 8        | Ottavio Bottecchia  | Ganna-Dunlop     | + 8' 39"   |
| 9        | Alessandro Tonani   | Ganna-Dunlop     | m. t.      |
| 10       | Michele Gordini     | Bianchi-Salga    | + 13' 49"  |